# M47 Patton
M47 Patton je američki srednji tenk nastao početkom 1950-ih i bio u službi američke vojske do kasnih 1980-ih. Tenk pripada Patton obitelji tenkova koja je imenovana prema generalu George S. Pattonu, zapovjednikom američke Treće armije tijekom Drugog svjetskog rata. Tenk je nastao kao nastavak razvoja M46 Patton tenka. M47 je bio glavni tenk američke kopnene vojske i marinaca zamišljen kao zamjena za M46 Patton i M4 Sherman tenkove. Zbog svog kratkog vijeka u službi nije sudjelovao u niti jednom ratu koji je vodio SAD. Prodani su u mnoge zemlje svijeta, većinom članice NATO saveza.

## Razvoj
Razvoj tenka M-47 Patton II započet je 1949. Riječ je o konvencionalnoj konstrukciji, s kupolom vrlo izdužena oblika, postavljenom više prema naprijed, s hodnim dijelom bez bočnih štitnika. U prednjem dijelu unutrašnjosti nalazili su se vozač i rukovatelj strojnice, a iza njih su u središnjem dijelu kupole bili zapovjednik, ciljatelj i punitelj, s motorno-transimisijskim dijelom u pozadini. Na tenku su četiri ulazna otvora i dva na podu za spašavanje posade u borbenim uvjetima.
Tenk ima ugrađen četverotaktni dvanaestocilindrični, zrakom hlađeni benzinski motor Continental AV-1790-5A, maksimalne snage 800 KS. Zbog velike potrošnje tenk je imao polumjer kretanja do 130 km. Imao je i manji pomoćni benzinski motor s generatorom električne energije od 10 kW. Tenk imao hidrauličnu transmisiju tipa Allison s dva stupnja za naprijed i jednim stupnjem za nazad. Upravljački mehanizam se sastoji od jedne poluge za upravljanje lijevo i desno, gasa i kočnice. Hodni dio čine i šest potpornih kotača, tri kotača gusjenica s po jednim kompenzirajućim kotačem sa svake strane za natezanje gusjenica. Postoje dvije izvedbe gusjenica. Jedna s gaznim slojem od čelika i druga s gaznim slojem od pune gume, pa su se tenk može kretiti po prometnicama bez oštečivanja istih.
Ukupna zapremina oklopljenog prostora bila je 18 m2, debljine oklopa od 22,2 do 101,6 mm. Kupola je bila debljine 101,6 mm naprijed, 63,5 mm bočno i 76,2 mm zadnjeg dijela.
Osnovno naoružanje je top M-36 90 mm. Top nije imao žiroskopsku stabilizaciju i prije svakog ispaljenja granate trebalo je zaustaviti tenk. Pokretanje topa bilo je ručno ili elektrohidraulično. Pomoćno naoružanje bile su dvije zračno hlađene strojnice Browning M1919 kalibra 0.30 i jedna strojnica Browning M2 kalibra 0.50 koja se nalazila izvana na kupoli tenka. Jednom strojnicom kalibra 0.30 rukovao je mitraljezac koji se nalazio kraj vozača tenka, a druga strojnicu istog kalibra bila je spregnuta s topom. Spregnutom strojnicom rukovao je topnik koji je za nišanjenje koristio optički nišan topa, a za okidanje se koristio električnim okidačem.

## M47 Patton u Hrvatskoj
Osim tenkova M4, tada zapadno orijentiranoj Jugoslaviji isporučeno je tijekom pedesetih godina i 319 primjeraka prvog poslijeratnog američkog modela Patton II M-47, nakon što su Amerikanci razvili mnogo bolju verziju M-48. Osamdesetih godina ti su tenkovi povučeni u pričuvu i bili su dodijeljeni Teritorijalnoj obrani (TO).
 Tijekom 1980. godine, nakon smrti predsjednika SFRJ Josipa Broza Tita, jedna oklopna bojna od dvadesetak tenkova, sačinjena od dvije satnije bila je razmještena i ukopani oko piste beogradskog aerodroma Surčin. Tamo su se nalazili radi osiguranja aerodroma do rujna iste godine.
U Domovinskom ratu tenkovi su rabljeni u postrojbama Hrvatske vojske, ali i na neprijateljskoj strani.
Tenkovi Patton dovezeni su 1990. s poligona na području grada Knina, gdje su rabljeni kao mete, a uređeni su i obnovljeni u Cetinki. Ciljničke uređaje za ovaj tenk Hrvatskoj vojsci donirala je Slovenija 1991. Tim tenkovima se Hrvatska vojska koristila od 1991. na Dubrovačkom ratištu, duž cijelog Južnog bojišta i u operacijama u Bosni te zaključno u operaciji Oluja 1995.

### Unutarnje poveznice
- M26 Pershing
- M103 (tenk)
- M1 Abrams